# Real Madrid CF
Real Madrid Club de Fútbol is een Spaanse voetbalclub uit Madrid. De club werd opgericht op 6 maart 1902 als Madrid Club de Fútbol. Meestal wordt de huidige clubnaam afgekort tot Real Madrid. Daar enkele bijnamen, zoals Los Blancos en Los Merengues. De club speelt haar thuiswedstrijden in het Estadio Santiago Bernabéu en werd door de FIFA benoemd als de beste voetbalclub van de 20e eeuw. De aartsrivaal van Real Madrid is FC Barcelona, wedstrijden tussen beide clubs staan bekend als El Clásico. Real Madrid behoort tot de meest succesvolle en beste clubs aller tijden. 
Real Madrid won zesendertig keer de Primera División, twintig keer de Copa del Rey, dertien keer de Supercopa de España, zes keer de UEFA Super Cup, twee keer de UEFA Cup, drie keer de Intercontinental Cup, vijf keer de FIFA Club World Cup, een keer de FIFA Intercontinental Cup en vijftien keer de Europacup I / UEFA Champions League. Real Madrid is met vijftien Europacup I / UEFA Champions League-overwinningen recordhouder van het toernooi, voor het Italiaanse AC Milan, dat het toernooi zeven keer wist te winnen.

## Geschiedenis

### Ontstaan
Real Madrid werd op 6 maart 1902 opgericht als Madrid Club de Fútbol. Juan Padrós Rubió werd destijds de eerste clubpresident. Op 29 juli 1920 ontving de club van koning Alfons XIII het predicaat Real (Koninklijk).

### Eerste successen

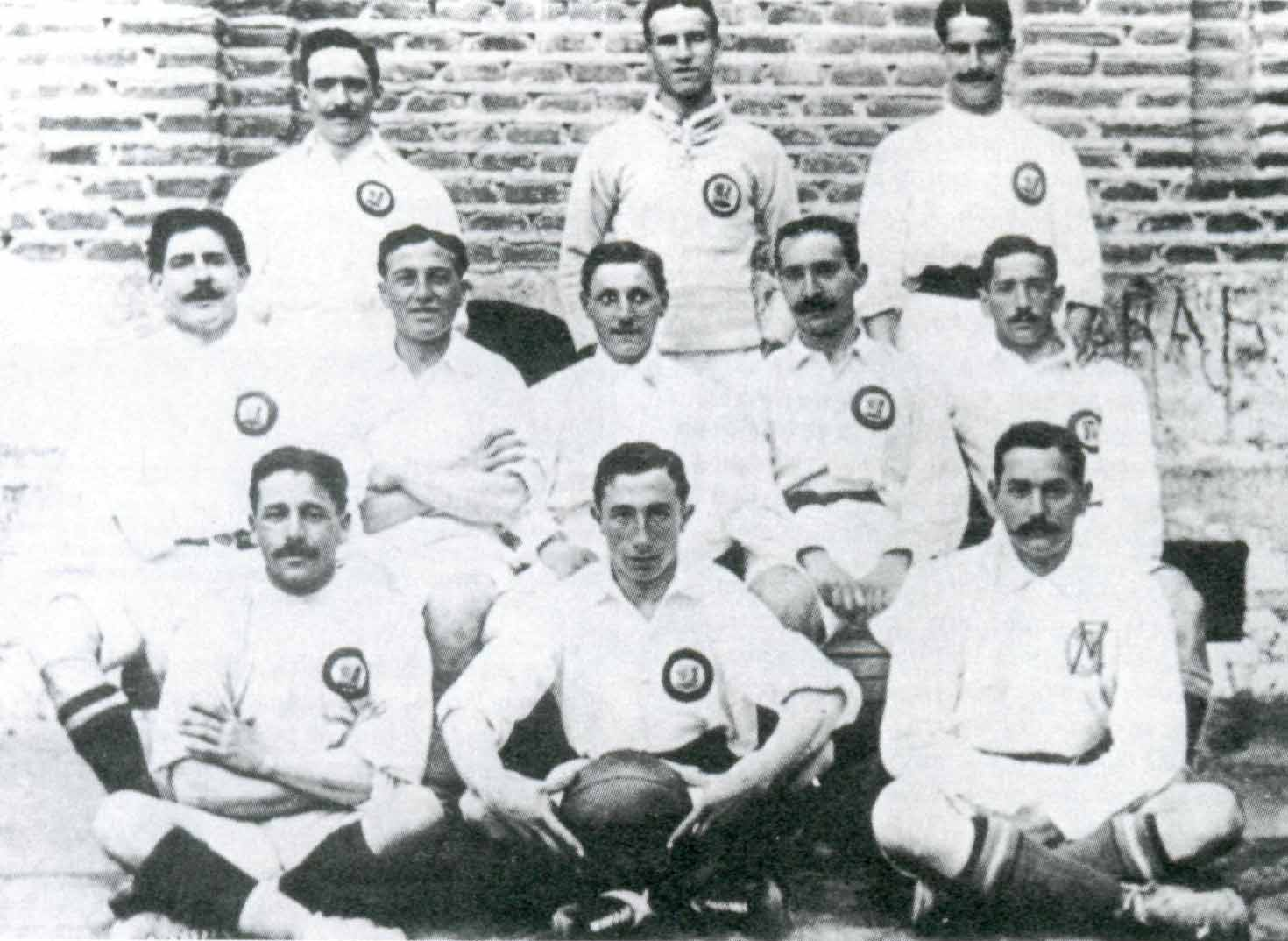
Real Madrid in 1905

Enkele maanden na de oprichting van de club speelde het ter gelegenheid van de kroning van Alfons XIII tegen Barcelona. De Catalaanse club won met 3-1 en het was de eerste van vele wedstrijden die beide clubs tegen elkaar zouden spelen. In de loop der jaren zou de relatie tussen beide clubs uitgroeien tot een van enorme rivaliteit, wat resulteerde in El Clásico. Madrid won haar eerste grote prijs in 1905 door de winst van de Copa del Rey. In 1906, 1907 en 1908 veroverde de club deze beker opnieuw. Real Madrid behoorde in 1928 tot een van de oprichters van de Primera División, de hoogste Spaanse voetbaldivisie. De eerste competitiewedstrijd wonnen De Koninklijke met 5-0 van CE Europa. De eerste landstitel volgde in 1932. Het seizoen daarop prolongeerde ze de titel met succes, mede dankzij topscorer Manuel Olivares (26 doelpunten).

### Wederopbouw

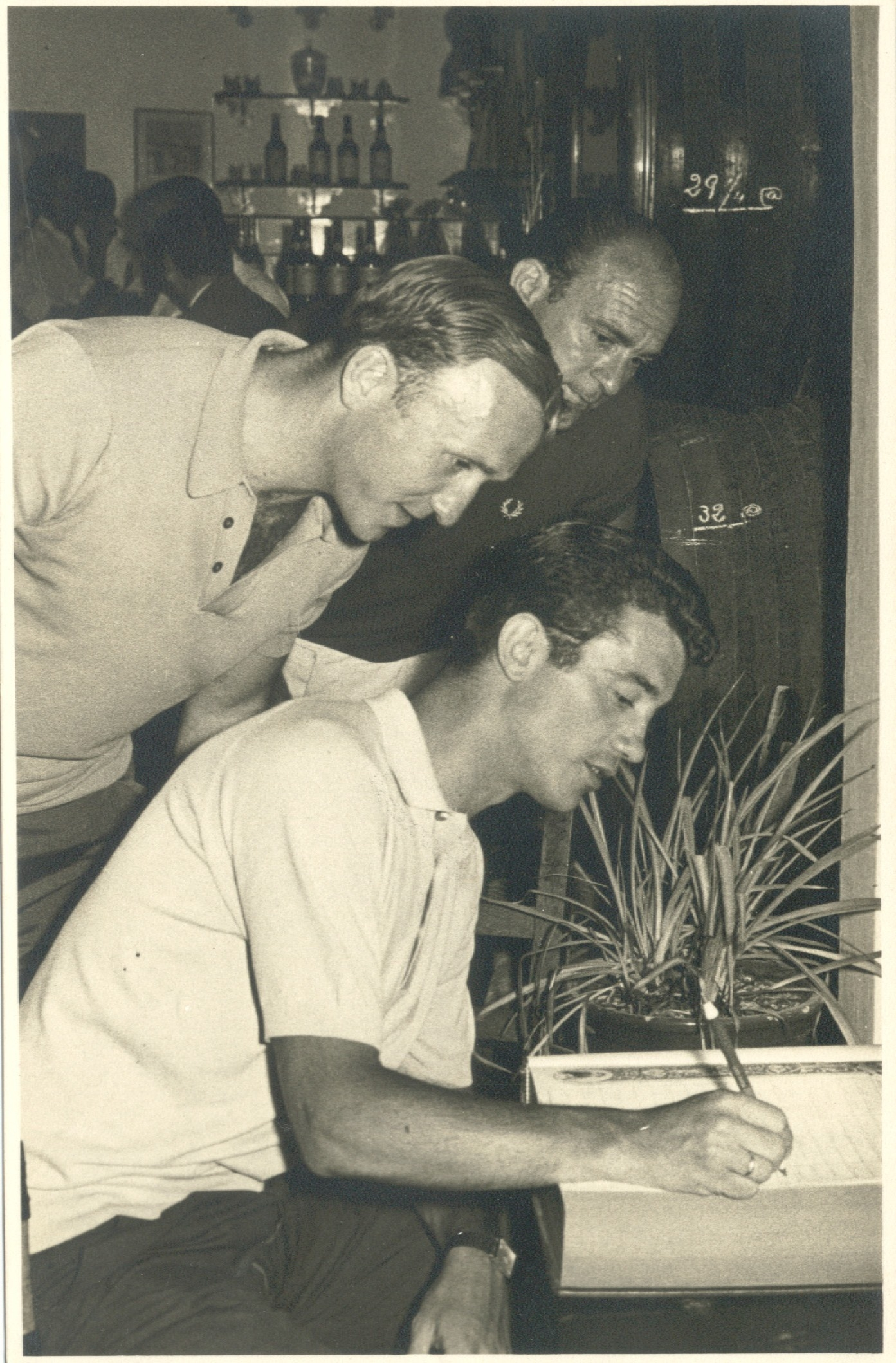
Isidro Sánchez, Alfredo Di Stéfano en José Santamaría

In 1943 werd voormalig speler en trainer Santiago Bernabéu Yeste gekozen tot nieuwe clubpresident. Bernabéu Yeste zorgde voor de herbouw van de club na de Spaanse Burgeroorlog. In oktober 1944 werd gestart met de bouw van een nieuw stadion voor Real Madrid. Dat stadion, Estadio Chamartín, werd op 14 december 1947 in gebruik genomen. Het stadion zou later, in januari 1955, de naam krijgen van Bernabéu als eerbetoon aan de succesvolle president.
In de jaren vijftig en zestig brak de glorietijd van Real Madrid aan met diverse landstitels en vijf maal de Europa Cup I op rij van 1956 tot en met 1960. Memorabel was de 7-3 overwinning op het Duitse Eintracht Frankfurt in de finale van 1960. Sterspelers in die tijd waren Alfredo Di Stéfano, Francisco Gento en Ferenc Puskás. In 1961 was aartsrivaal Barcelona de eerste club die de Madrilenen wist te verslaan in de Europa Cup. Enkele jaren later, in 1966, volgde een zesde Europa Cup voor Real Madrid ten koste van Partizan Belgrado.
In de jaren zeventig bleven de Madrilenen in Spanje domineren. Slecht enkele keren wist een club de hegemonie van Los Blancos te doorbreken. In 1978 overleed Bernabéu, die de club 35 jaar lang leidde.
Begin jaren tachtig werd Real Madrid voorbij gestreefd door Barcelona en de Baskische clubs Real Sociedad en Athletic Bilbao. In 1986 werden Los Merengues echter opnieuw kampioen en de club wist de titel vier seizoenen lang met succes te verdedigen. Drie van de vier titels werden behaald onder Leo Beenhakker waardoor hij zijn bijnaam Don Leo verkreeg. De sterren in die tijd bij Real Madrid waren de Mexicaanse topschutter Hugo Sánchez en de beroemde Quinta del Buitre, een naar Emilio Butragueño genoemd vijftal dat naast El Buitre zelf Manuel Sanchís, Martín Vazquéz, Míchel en Miguel Pardeza omvatte.

### Stap terug
In de vroege jaren negentig moesten De Koninklijke echter een stap terug doen voor het Dream Team van FC Barcelona, onder leiding van Johan Cruijff, dat van 1991 tot 1994 landskampioen werd. Met Emilio Butragueño leverde Real Madrid in het seizoen 1990/91 wel de topscorer van de competitie. In 1995 wist Real Madrid de hegemonie van de Catalaanse rivaal te doorbreken door landskampioen te worden. Een nieuwe titel volgde in 1997.
Een jaar later konden de Madrilenen een zevende Europa Cup I – inmiddels UEFA Champions League geheten – bijschrijven op hun palmares. In de Amsterdam ArenA werd met 1-0 gewonnen van Juventus door een doelpunt van Predrag Mijatović. Bovendien werd onder leiding van Guus Hiddink de Wereldbeker voor clubs veroverd door in Tokio met 2-1 te winnen van CR Vasco da Gama. Nationaal werd Real weer overklast door FC Barcelona, maar Europees presteerde de club echter beter dan de eeuwige rivaal door in 2000 opnieuw de Champions League te winnen. In Parijs werd Valencia met 3-0 verslagen. Sterspelers in het elftal dat in 1998 en 2000 de hoogste Europese beker won waren Roberto Carlos, Fernando Redondo, Raúl González, Fernando Morientes en Fernando Hierro.

### Galácticos

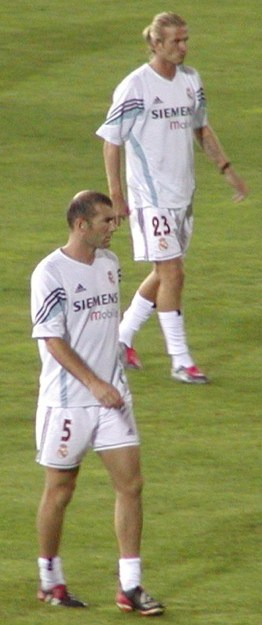
David Beckham en Zinédine Zidane, twee van de Galácticos

Het jaar 2000 betekende naast de Champions League-winst ook de komst van een nieuwe clubpresident, Florentino Pérez. Hij wilde van Real Madrid de grootste en beste club ter wereld maken door het aantrekken van stervoetballers. Hierdoor kreeg het elftal de bijnaam Los Galácticos (De Buitenaardsen). Bij zijn verkiezing werd Pérez door het merendeel van de leden enigszins argwanend bekeken, want voor zo'n sterrenteam was veel geld nodig. En dat terwijl de club bij zijn aantreden een schuldenlast van 300 miljoen euro had. Pérez loste dit op door een vijftig jaar oud trainingscomplex in het centrum van de stad aan de stad Madrid te verkopen voor 500 miljoen euro.
De eerste ster die kwam was, in juli 2000, Luís Figo die Barcelona verruilde voor Real Madrid. Later volgden ook Zinédine Zidane en Ronaldo. De politiek van Pérez van een elftal met stervoetballers en spelers uit de eigen jeugd, aangeduid als Zidanes y Pavónes, was aanvankelijk succesvol op zowel sportief – twee landstitels en nog een Champions League – als op financieel gebied – met een toegenomen marktwaarde in vooral Oost-Azië.

### Mindere resultaten
Een sportief dieptepunt was er echter ook voor de club. Op 6 maart 2002 bestond Real Madrid precies honderd jaar en ter gelegenheid van dat feit werd de finale van de Copa del Rey op die dag gespeeld in het eigen stadion. Real haalde de finale, waarin Deportivo La Coruña de tegenstander was, en een groot aantal vooraanstaande mensen uit de voetbalwereld waren in het stadion aanwezig. Wat een mooi verjaardagscadeau moest worden, werd een drama: Real Madrid verloor van een uitstekend voetballend Deportivo met 2-1. In 2003 ging het iets minder goed bij Real Madrid. De club werd wel landskampioen, maar bereikte niet de CL-finale. Veteraan en aanvoerder Fernando Hierro moest vertrekken, evenals succestrainer Vicente del Bosque. Del Bosque, om zijn grote snor en corpulente uiterlijk ook wel De Walrus genoemd, werd vervangen door de beter uitziende Portugees Carlos Queiroz. Daarnaast kwam David Beckham als nieuwe Galáctico, maar misschien nog wel meer om de merchandising op te stuwen.
Queiroz mocht commercieel gezien dan wel interessanter zijn, zijn trainerskwaliteiten waren beduidend minder dan die van Del Bosque. Real Madrid eindigde in het seizoen 2003/04 voor het eerst in jaren zonder prijs en Queiroz kon vertrekken. Ook José Antonio Camacho en Mariano García Remon kregen een kans als hoofdtrainer, maar mochten spoedig weer vertrekken. Onder de Braziliaan Vanderlei Luxemburgo leek het beter te gaan, maar ook hij kreeg Real niet op de rails. Jeugdtrainer Juan Ramón López Caro mocht hem in december 2005 aflossen als interim-coach. Florentino Pérez zag uiteindelijk ook in dat zijn beleid had gefaald en begin 2006 trad hij terug als clubpresident.

### Hoop op nieuwe successen

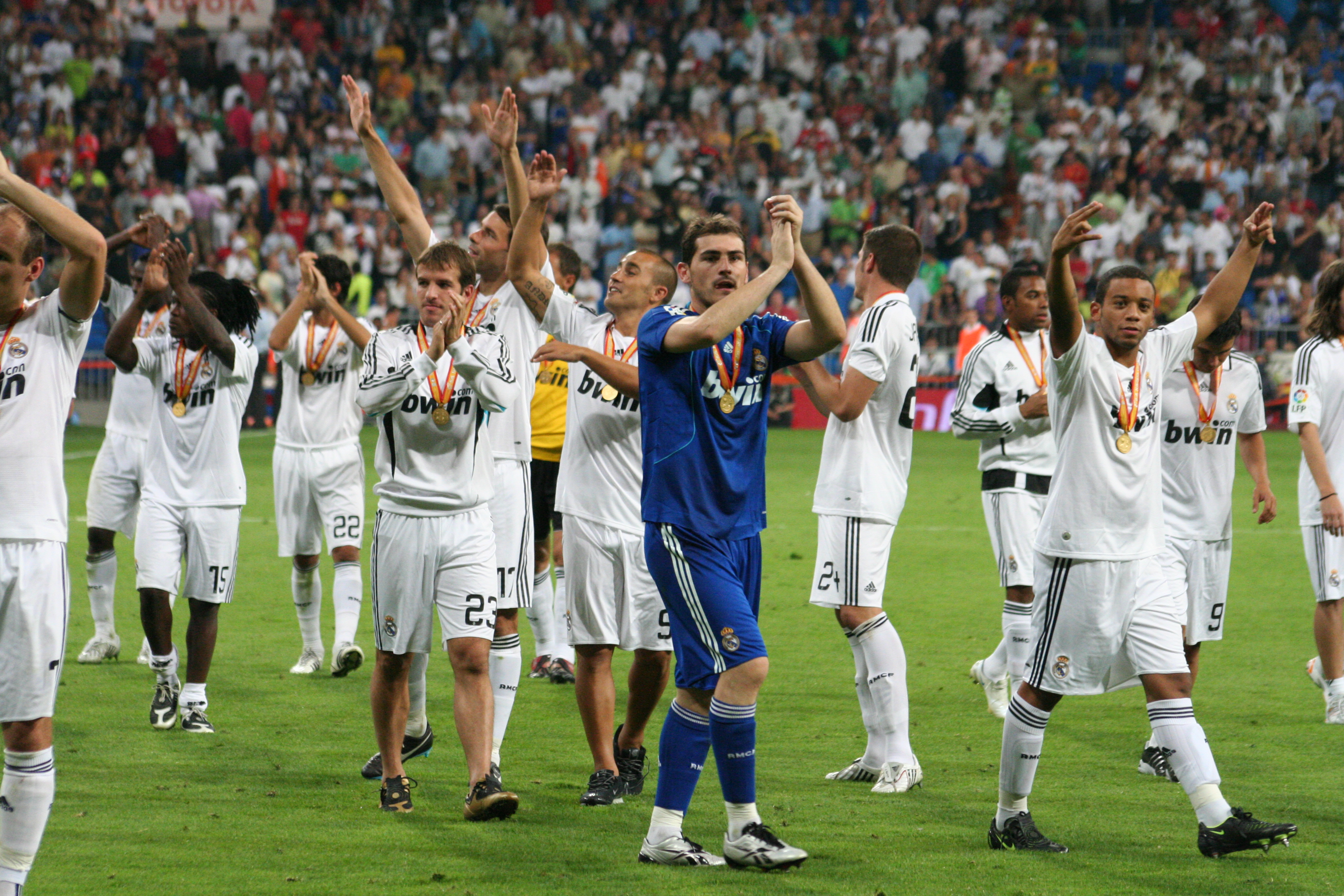
Real Madrid selectie na de winst van de Supercopa in 2008

De vervanger van Pérez was Fernando Martín, die gelijk een grote schoonmaak in de spelersgroep aankondigde voor de zomer van 2006 met de hoop om zo Real Madrid weer terug aan de top te krijgen. Martín moest in april 2006 echter alweer aftreden, omdat het clubbestuur onvoldoende vertrouwen in hem had en nieuwe presidentsverkiezingen wilde. Deze verkiezingen werden gewonnen door de advocaat Ramón Calderón. Hij stelde Fabio Capello aan als trainer en Predrag Mijatović als technisch directeur, een tweetal dat Real in 1998 nog naar de Champions League-winst had geleid.
De verkiezingsbelofte om de Braziliaanse middenvelder Kaká van AC Milan te contracteren kon Calderón niet waarmaken, maar hij wist wel enkele andere topspelers naar Real Madrid te halen. Ruud van Nistelrooij werd voor ongeveer vijftien miljoen euro overgenomen van Manchester United en om het team defensief sterker te maken werden de Braziliaan Emerson, de Italiaan Fabio Cannavaro en de Malinees Mahamadou Diarra gecontracteerd. Met José Antonio Reyes van Arsenal kwam er bovendien ook nog een Spaanse aankoop.
Lange tijd leken de nieuwe trainer en vele aankopen opnieuw geen succes op te leveren. Real Madrid werd vroegtijdig uitgeschakeld in de Champions League en leek de landstitel wederom mis te lopen. Na een goede inhaalslag in de tweede seizoenshelft eindigde de club echter in punten gelijk met regerend landskampioen Barcelona, maar Real Madrid won de landstitel op basis van het betere onderlinge resultaat. Ondanks de landstitel moest Capello vertrekken naar aanleiding van het defensieve en weinig flitsende spel van Real Madrid. Bernd Schuster, oud-speler van de club, werd de nieuwe hoofdtrainer. Verschillende nieuwe spelers, waaronder de Nederlanders Arjen Robben, Wesley Sneijder, Royston Drenthe, Rafael van der Vaart en Klaas-Jan Huntelaar, werden gecontracteerd om Real Madrid aantrekkelijker te laten spelen.

### Terugkeer Pérez

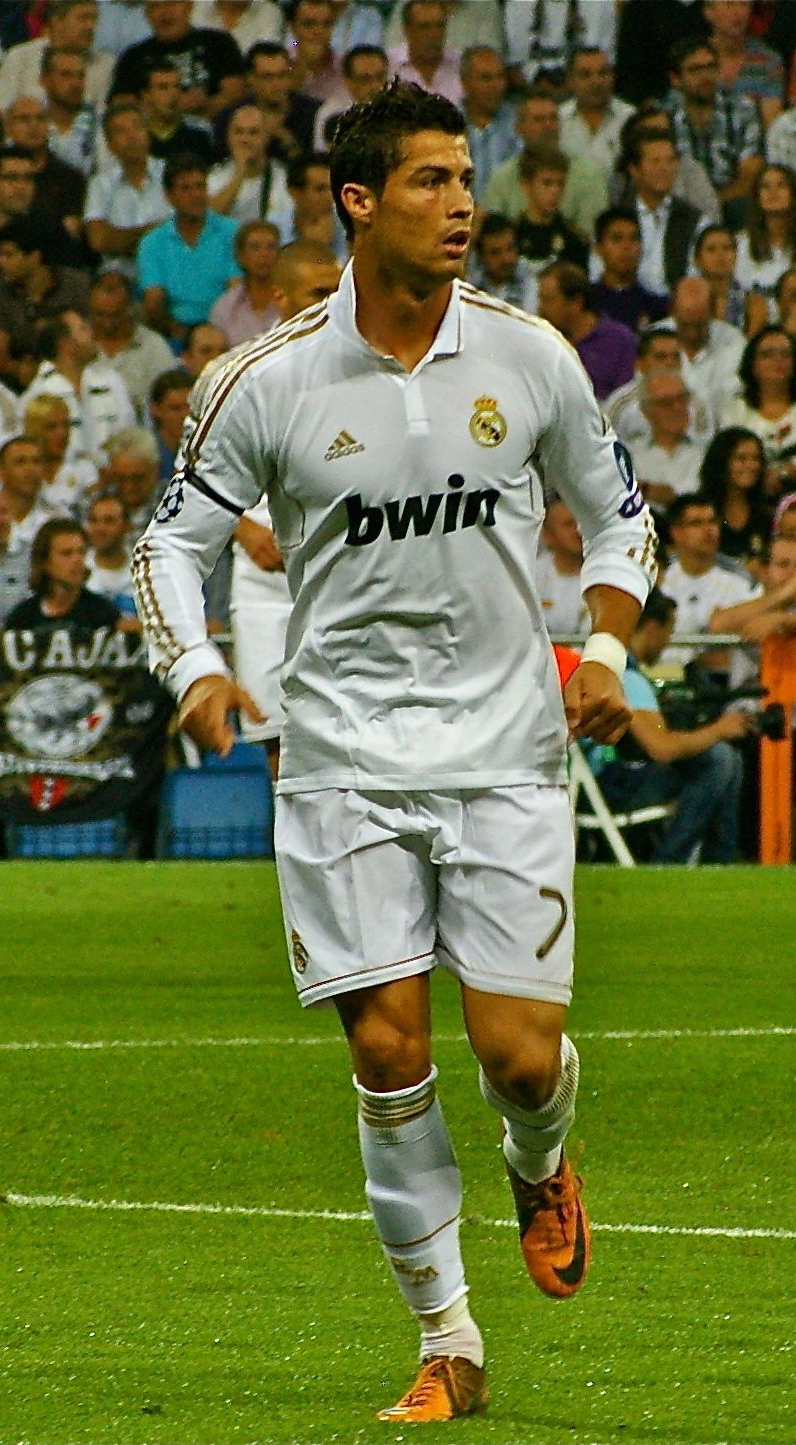
Cristiano Ronaldo, bij zijn komst met 94 miljoen euro de duurste speler aller tijden

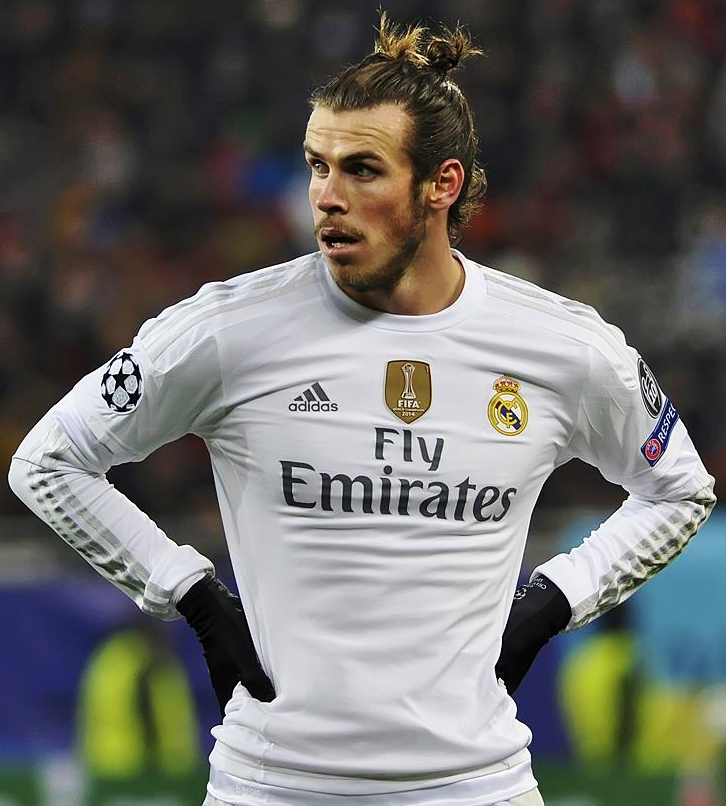
Gareth Bale verbrak het aankoopbedragrecord van Ronaldo

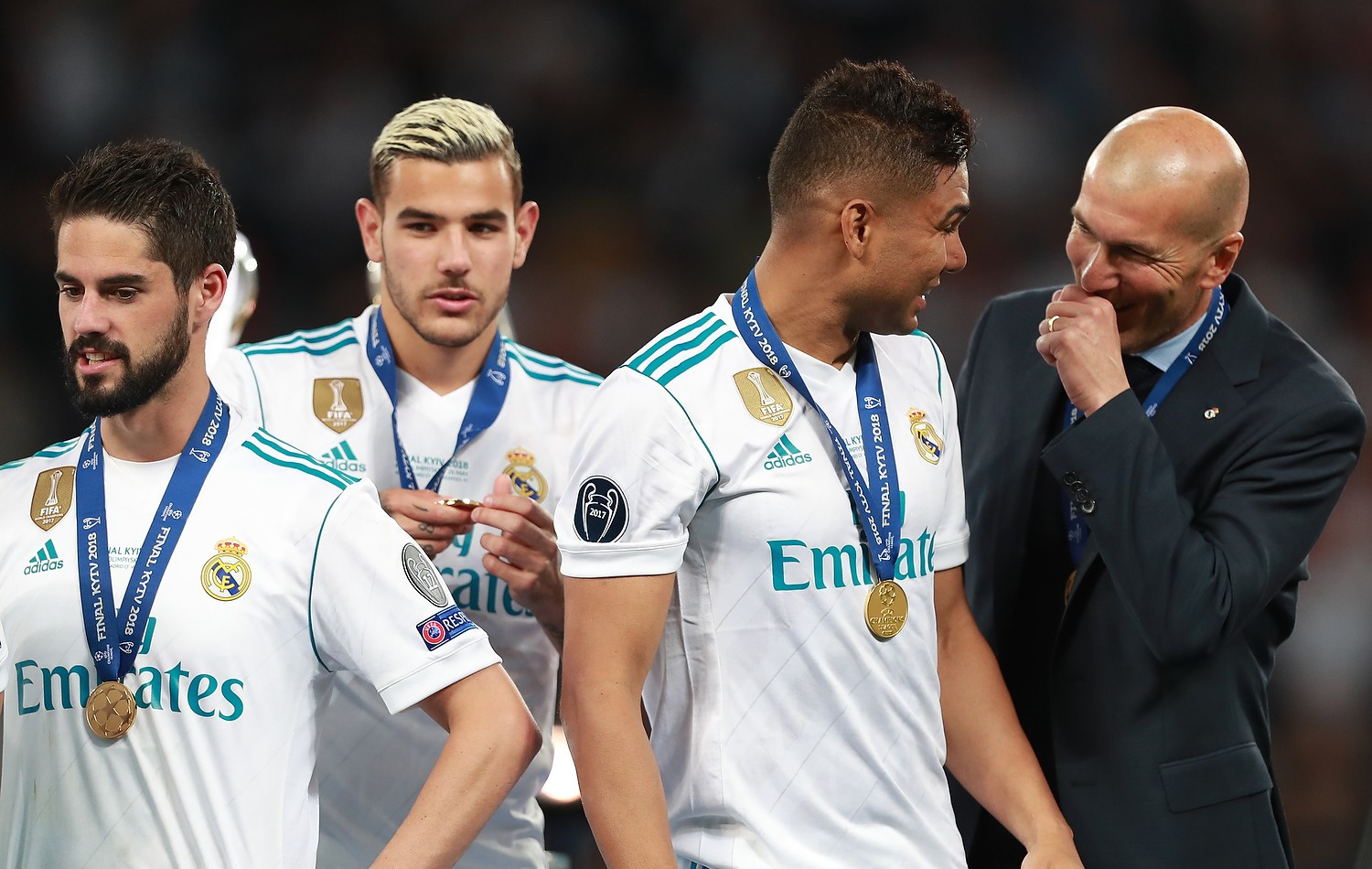
Isco, Hernández, Casemiro en Zidane na de UEFA Champions League finale in 2018

In de zomer van 2009 werd Pérez herkozen met de verkiezingsbelofte grote namen te halen. Hij kocht Kaká voor 68 miljoen euro en Cristiano Ronaldo voor 94 miljoen euro. De presentatie van Ronaldo lokte een recordaantal van 80.000 toeschouwers naar het stadion. Met de recordbrekende transfers zorgden de Madrilenen echter voor een groei aan schuld. Voorzitter Florentino Pérez meldde in september 2009 dat de schuld 327 miljoen euro bedroeg. Eerder gingen geruchten dat sprake was van een schuld van 800 miljoen.
In het seizoen 2011/12 kreeg Florentino Pérez eindelijk wat hij wilde, waarvoor hij al die miljoenen uit gaf. Onder José Mourinho werd Real Madrid voor de 32e keer kampioen van Spanje en haalde het voor het eerst in een aantal seizoenen weer de halve finale van de Champions League. Het seizoen erna haalde Real opnieuw de halve finale, maar had Borussia Dortmund het geluk dat Real Madrid de kansen niet afmaakten, en ging door.
In 2014 werd Carlo Ancelotti aangesteld als opvolger van José Mourinho. Met Ancelotti aan het roer werd Real de eerste club die voor de tiende keer de Champions League won. Met een recordaantal van zestien doelpunten had Ronaldo een belangrijk aandeel in het bereiken van de finale tegen stadsgenoot Atlético Madrid. Het was echter de nieuwste recordaankoop, Gareth Bale, die in de verlenging van El Derbi het beslissende doelpunt scoorde. De Welshman werd aan het begin van het seizoen voor een recordbedrag van ruim 100 miljoen euro aangetrokken. In de finale scherpte Ronaldo zijn record aan tot zeventien doelpunten.
Real liep twee jaar later verder uit op de Europese concurrentie door ook de Champions League 2015/16 te winnen, de elfde trofee. Dit gebeurde opnieuw in een finale tegen Atlético Madrid. Net als in mei 2014 was Sergio Ramos de enige speler van Real die in de reguliere speeltijd scoorde. Atlético hield ditmaal beide verlengingen stand, waarna Real middels een beslissende strafschoppenserie alsnog won. In het seizoen daarna wist Real opnieuw de Champions League te winnen. Ditmaal werd Juventus verslagen. De Madrilenen schreven geschiedenis die avond door als eerste club de Champions League twee keer op rij te winnen. Een jaar later waren ze ook de eersten die het toernooi drie keer op rij op hun naam schreven door in de finale Liverpool te verslaan.

### Terugval en wederopstand
Succestrainer Zinédine Zidane vertrok na deze Champions League-successen bij de Madrilenen en ook Cristiano Ronaldo vertrok bij de club. De bondscoach van Spanje, Julen Lopetegui, werd aangetrokken als nieuwe hoofdtrainer maar kende een seizoensstart met wisselende resultaten. Na een reeks slechte resultaten en een 5-1 nederlaag in El Clásico werd hij op 28 oktober 2018 alweer ontslagen door de club. Jeugdtrainer en oud-speler Santiago Solari volgde hem op, maar kon het tij niet keren en werd ontslagen na de verloren achtste finale in de Champions League tegen Ajax. Hierop stelde president Pérez Zinédine Zidane weer aan als hoofdtrainer van Los Blancos. Dat seizoen eindigde de club uiteindelijk als derde in de competitie, achter kampioen Barcelona en runner-up Atlético Madrid. Het daaropvolgende seizoen wist Real Madrid weer kampioen te worden.
Door het ontbreken van tegenkandidaten werd Florentino Pérez op 13 april 2021 voor de zesde keer verkozen tot clubpresident, tot 2025. Met Pérez als grote initiator werd enkele dagen na zijn herverkiezing de Super League gelanceerd in samenwerking met enkele Europese topclubs, zoals Juventus, Manchester United, Liverpool en Barcelona. De plannen stuitte op veel verzet van supporters, bestuurders, spelers en trainers wereldwijd waardoor de meeste initiatief nemende clubs zich al binnen enkele dagen terugtrokken uit de competitie. De UEFA dreigde zelfs even met directe uitsluiting van deelname aan de Champions League van dat seizoen. Die kwam er niet en Real Madrid strandde in de halve finale tegen Chelsea. Real Madrid eindigde het seizoen zonder prijs, nadat stadsgenoot Atlético op de slotdag van de competitie geen fout maakte en de Koninklijke ze daardoor niet meer konden passeren. Het was voor het eerst sinds het seizoen 2009/10 dat de club aan het einde van een seizoen zonder prijs stond.
Hoofdtrainer Zidane vertrok enkele dagen na afloop van het seizoen. Ancelotti, enkele jaren eerder nog Zidanes voorganger, werd aangesteld als zijn opvolger. Onder leiding van Ancelotti werd de club op 30 april 2022 voor de 35e keer landskampioen van Spanje. Op 28 mei 2022 wonnen ze hun veertiende Champions League, door in de finale Liverpool met 1–0 te verslaan. Het daaropvolgende seizoen werd afgetrapt met het winnen van de UEFA Super Cup, Eintracht Frankfurt werd in Helsinki met 2-0 verslagen, maar kende verder weinig hoogtepunten. Wel werd de Copa del Rey en FIFA Club World Cup in 2023 gewonnen.

### Bouwen aan de toekomst
Real Madrid haalde sinds 2018 iedere zomer een talentvolle, jonge speler om te bouwen aan het elftal voor de toekomst. Zo kwamen Vinícius (2018), Rodrygo (2019), Eduardo Camavinga (2021) en Aurélien Tchouaméni (2022) naar de club. In de zomer van 2023 werd Jude Bellingham voor een bedrag van 100 miljoen euro overgenomen van Borussia Dortmund en wisten de Koninklijke het Turkse talent Arda Güler voor de neus van Barcelona en andere Europese topploegen weg te kapen. Ook hadden ze zich al verzekerd van de komst van het Braziliaanse talent Endrick, die in de zomer van 2024 zou aansluiten.
Met vijf van de eerder genoemde spelers begon Real Madrid het seizoen 2023/24 met een overwinning op Athletic Bilbao. De Madrilenen gingen als koploper de winterstop in, voor de verrassende nummer twee Girona, en wisten zich ook moeiteloos te plaatsen voor de knock-outfase van de Champions League. Op 29 december 2023 verlengde de club het contract van hoofdtrainer Ancelotti tot medio 2026. De ploeg van de Italiaan won op 14 januari 2024 de Supercopa de España door Barcelona met 4-1 te verslaan. In de Champions League zette Real Madrid haar sterke campagne voort door Leipzig, titelverdediger Manchester City en Bayern München uit te schakelen en opnieuw de finale te bereiken. Op 4 mei werd de ploeg, nadat het eerder op de dag zelf had gewonnen van Cádiz, kampioen van Spanje doordat Girona met 4-2 wist te winnen van Barcelona dat tweede stond en door het verlies Real Madrid niet meer kon achterhalen in het restant van het seizoen.
Ongeveer een maand later, op 1 juni 2024, wist Real Madrid zich opnieuw tot Champions League-winnaar te kronen. Nacho, Daniel Carvajal, Toni Kroos en Luka Modrić deden dit voor de zesde keer, waarmee ze clubicoon Paco Gento evenaarde. Voor Nacho en Kroos was de finale tevens hun laatste wedstrijd voor de club. Nadat het team de volgende dag werd gehuldigd in Madrid en in het Bernabéu volgde op maandag 3 juni 2024 nog de aankondiging dat Kylian Mbappé zijn langverwachte overstap zou maken van Paris Saint-Germain naar Los Blancos. Real Madrid werd door het seizoen 2023/24 de eerste voetbalclub ter wereld met een omzet van een miljard euro. Eerder werden ze ook aangemerkt als meest waardevolle voetbalclub ter wereld en sterkste merk in de voetballerij.
Tijdens de eerste officiële wedstrijd van het seizoen 2024/25 won Real Madrid haar eerste prijs van dat seizoen. Atalanta werd in de strijd om de UEFA Super Cup met 2-0 verslagen door doelpunten van Federico Valverde en Mbappé. In de eerste maanden van het seizoen zocht de ploeg naar een invulling met alle aanvallende krachten die de selectie rijk was. Dat zorgde voor wisselvallige resultaten in zowel de Champions League als de Primera División. Halverwege het seizoen, na 19 speelrondes, stond Real Madrid op de tweede plaats op een punt achterstand van stadsgenoot Atlético Madrid. In december 2024 streden de Koninklijke voor het eerst om de FIFA Intercontinental Cup. In Lusail, Qatar, namen de Madrilenen het op tegen CONCACAF Champions Cup-winnaar Pachuca. De finale werd met 3-0 gewonnen. Enkele weken later werd de finale om de Spaanse Supercup wél verloren. In diezelfde maand hadden leden de kans zich aan te melden als presidentskandidaat, maar door het uitblijven van tegenkandidaten werd Pérez voor een zevende termijn herkozen tot 2029.
Het seizoen 2024/25 eindigde voor Real Madrid zonder de gewenste La Liga- en Champions League-titels. Hierop besloot de club enkele wijzigingen door te voeren in de selectie. Zo werd er vroegtijdig afscheid genomen van hoofdtrainer Ancelotti en werden de contracten van oudgedienden Luka Modrić en Lucas Vázquez niet verlengd. Oud-speler Xabi Alonso werd aangesteld als opvolger van Ancelotti, terwijl Dean Huijsen en Trent Alexander-Arnold de verdediging moesten versterken.

## Erelijst

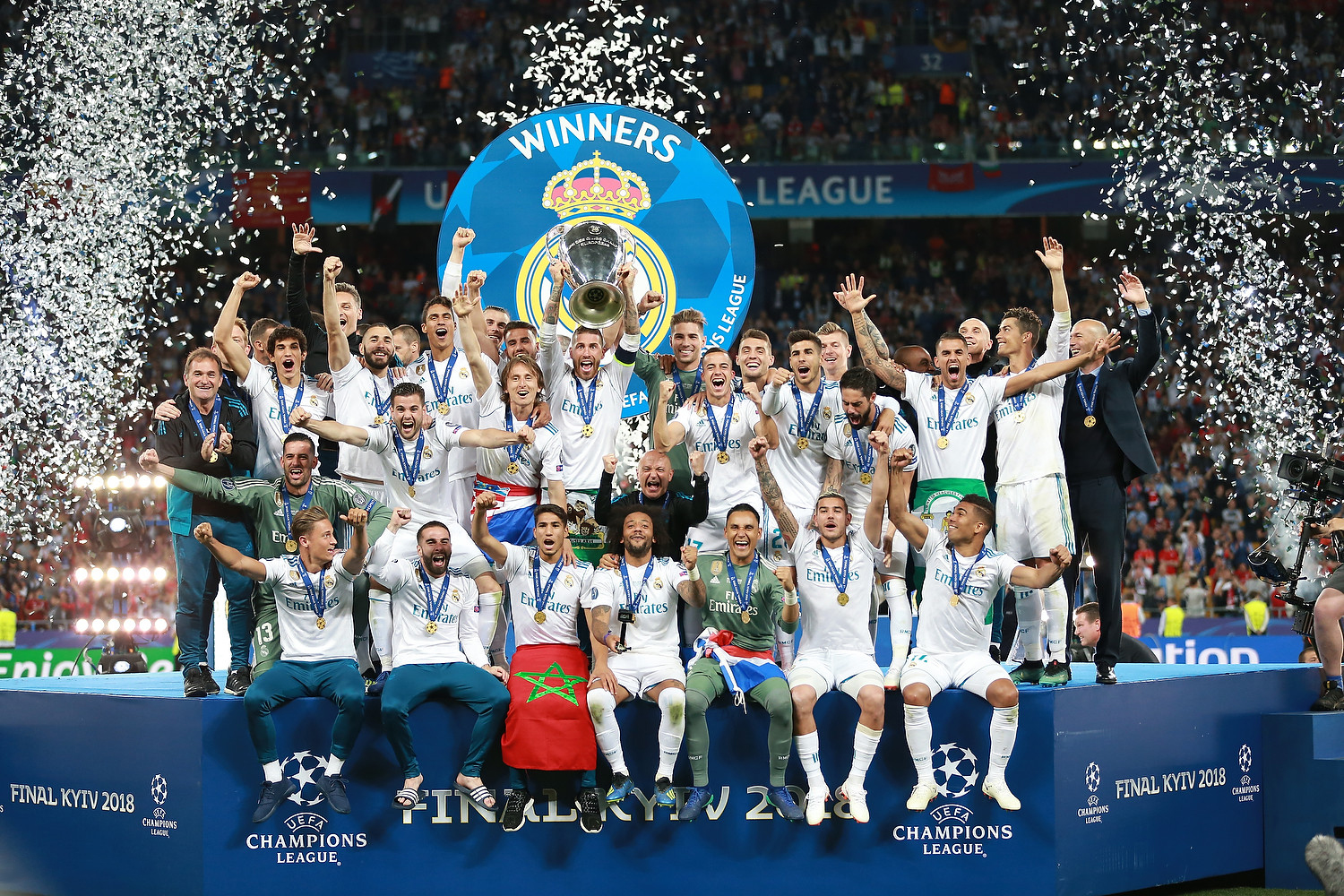
UEFA Champions League winst huldiging 2018

| Internationaal                      |     | |
| FIFA Club World Cup                 | 5x  | 2014, 2016, 2017, 2018, 2022 |
| Intercontinental Cup                | 3x  | 1960, 1998, 2002 |
| FIFA Intercontinental Cup           | 1x  | 2024 |
| Europacup I / UEFA Champions League | 15x | 1956, 1957, 1958, 1959, 1960, 1966, 1998, 2000, 2002, 2014, 2016, 2017, 2018, 2022, 2024 |
| UEFA Cup                            | 2x  | 1985, 1986 |
| UEFA Super Cup                      | 6x  | 2002, 2014, 2016, 2017, 2022, 2024 |
| Pequeña Copa del Mundo              | 2x  | 1952, 1956 |
| Copa Latina                         | 2x  | 1955, 1957 |
| Copa Iberoamericana                 | 1x  | 1994 |
| Nationaal                           |     | |
| La Liga                             | 36x | 1932, 1933, 1954, 1955, 1957, 1958, 1961, 1962, 1963, 1964, 1965, 1967, 1968, 1969, 1972, 1975, 1976, 1978, 1979, 1980, 1986, 1987, 1988, 1989, 1990, 1995, 1997, 2001, 2003, 2007, 2008, 2012, 2017, 2020, 2022, 2024 |
| Copa del Rey                        | 20x | 1905, 1906, 1907, 1908, 1917, 1934, 1936, 1946, 1947, 1962, 1970, 1974, 1975, 1980, 1982, 1989, 1993, 2011, 2014, 2023                                                                                                 |
| Supercopa de España                 | 13x | 1988, 1989, 1990, 1993, 1997, 2001, 2003, 2008, 2012, 2017, 2020, 2022, 2024 |
| Copa Eva Duarte                     | 1x  | 1947 |
| Copa de la Liga                     | 1x  | 1985 |
| Regionaal                           |     | |
| Campeonato Centro                   | 23x | 1903, 1905, 1906, 1907, 1908, 1910, 1913, 1916, 1917, 1918, 1920, 1922, 1923, 1924, 1926, 1927, 1929, 1930, 1931, 1932, 1934, 1935, 1936                                                                               |

## Clubcultuur

### Logo

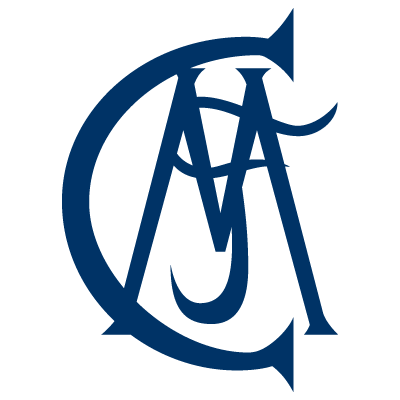
1902
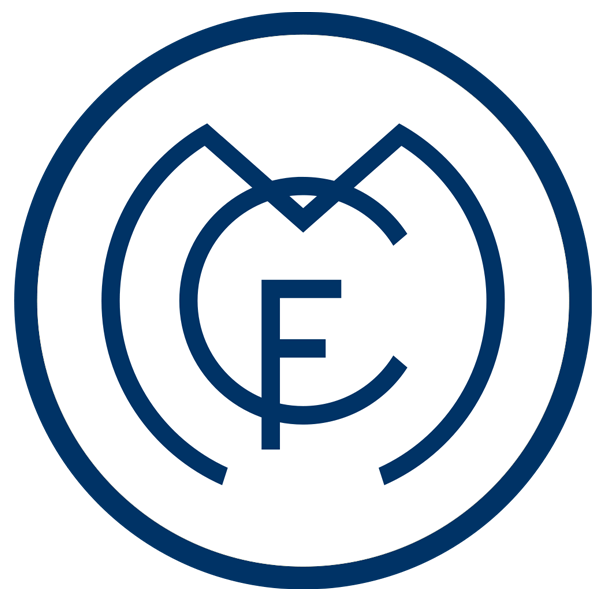
1908
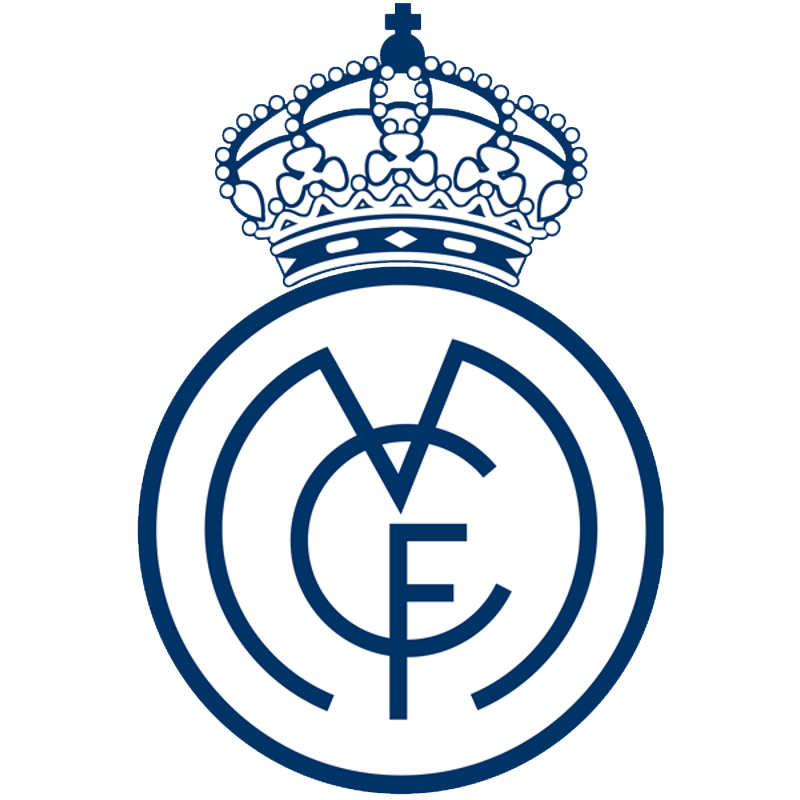
1920
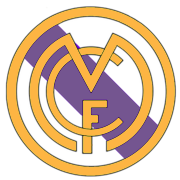
1931

Het eerste logo van Real Madrid bestond uit een decoratieve verstrengeling van de drie initialen van de club, MCF (Madrid Club de Fútbol), in donkerblauw op een wit shirt. In 1908 volgde een eerste wijziging toen de letters een gestroomlijnder vorm aannamen en binnen een cirkel verschenen.
De volgende wijziging in de configuratie van het wapenschild vond pas plaats tijdens het voorzitterschap van Pedro Parages in 1920. Op dat moment verleende koning Alfonso XIII de club zijn koninklijke beschermheerschap, dat in de vorm kwam van de titel Real Madrid, wat Koninklijk betekent. Zo werd de kroon van Alfonso aan het wapenschild toegevoegd en noemde de club zichzelf Real Madrid Club de Fútbol.
Met de ontbinding van de monarchie in 1931 werden alle koninklijke symbolen geëlimineerd. De kroon werd vervangen door de donkerpaarse band van de regio Castilië. In 1941, twee jaar na de nationalistische overwinning in de Burgeroorlog, herstelde het Franco-regime de Real Corona, of Koninklijke Kroon, op het wapenschild, terwijl de paarse streep van Castilië behouden bleef. Bovendien werd het hele wapenschild in volle kleur gemaakt, waarbij goud het meest prominent was, en keerde de club terug naar zijn erenaam Real Madrid Club de Fútbol.
De meest recente wijziging aan het wapenschild vond plaats in 2001, toen de club zich beter wilde positioneren voor de 21e eeuw en het wapenschild verder wilde standaardiseren. Een van de wijzigingen was het veranderen van de paarse streep naar een meer blauwachtige tint.

### Tenue
Real Madrid draagt al sinds zijn ontstaan een wit tenue, met in zijn beginjaren een blauwe diagonale streep over het shirt. Het gestreepte shirt werd vervangen door een volledige witte versie. Op 23 november 1947, in een wedstrijd tegen Atlético Madrid, werd Real Madrid het eerste Spaanse team dat nummers droeg op hun shirts.
De traditionele uit-kleuren zijn volledig blauw of paars. Sinds 1998 is Adidas het kledingmerk waarbij het tenue wordt gemaakt. Hun eerste shirtsponsor was Zanussi in 1982. Tegenwoordig is het in Dubai gevestigde Emirates de hoofdsponsor.
| 1980–1982 | Adidas |                |        |
| 1982–1985 | Adidas | Zanussi        |        |
| 1985–1986 | Adidas | Parmalat       |        |
| 1986–1989 | Hummel | Parmalat       |        |
| 1989–1990 | Hummel | Reny Picot     |        |
| 1990–1992 | Hummel | Otaysa         |        |
| 1992–1994 | Hummel | Teka           |        |
| 1994–1998 | Kelme  | Teka           |        |
| 1998–2001 | Adidas | Teka           |        |
| 2001–2002 | Adidas | Realmadrid.com |        |
| 2002–2005 | Adidas | Siemens Mobile |        |
| 2005–2006 | Adidas | Siemens        |        |
| 2006–2007 | Adidas | BenQ Siemens   |        |
| 2007–2013 | Adidas | Bwin.com       |        |
| 2013–2024 | Adidas | Emirates       |        |
| 2024–2026 | Adidas | Emirates       | HP     |
| 2026–2027 | Adidas | n.n.b.         | HP     |
| 2027–2028 | Adidas | n.n.b.         | n.n.b. |

### Supporters
De thuiswedstrijden worden voor het grootste gedeelte bezocht door seizoenkaarthouders van Real Madrid, waarvan het aantal is beperkt tot 65.000. Om seizoenkaarthouder te worden moet men eerst socio (lid) zijn van de club. Real Madrid heeft meer dan 1.800 peñas (officiële supportersgroepen) wereldwijd.
De harde kern van de supporters zijn de Ultras-supporters. Deze groepering heeft een rechtse politieke reputatie. Clubpresident Florentino Pérez besloot om de Ultras na enkele incidenten uit het stadion te weren en hun plaatsen toe te wijzen aan het algemene publiek.
Enkele bekende socios van de club zijn autocoureur Fernando Alonso, tennissers Rafael Nadal en Carlos Alcaraz, wielrenner Alberto Contador en zangers Julio Iglesias en Plácido Domingo.

## Stadion

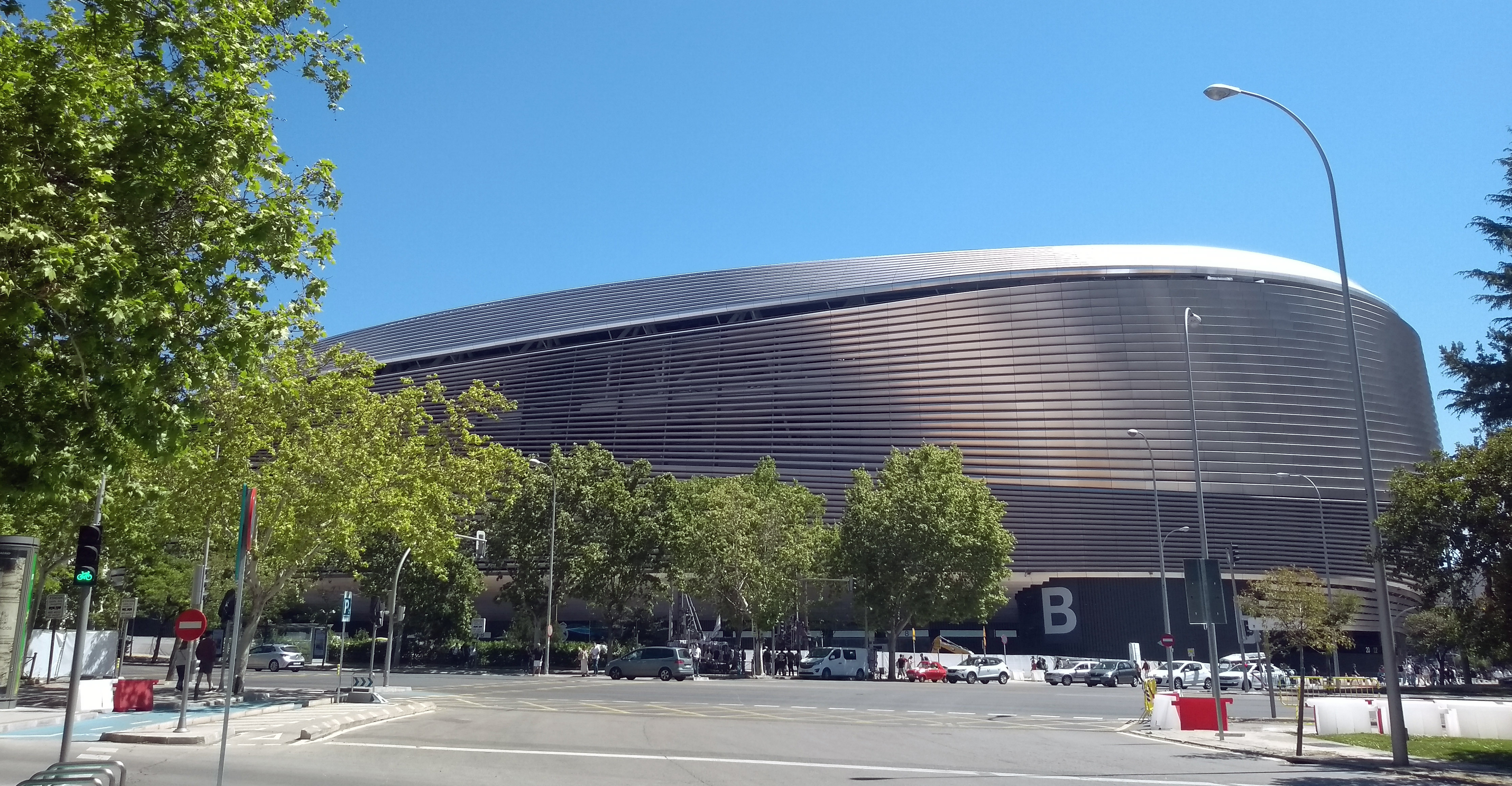
Estadio Santiago Bernabéu

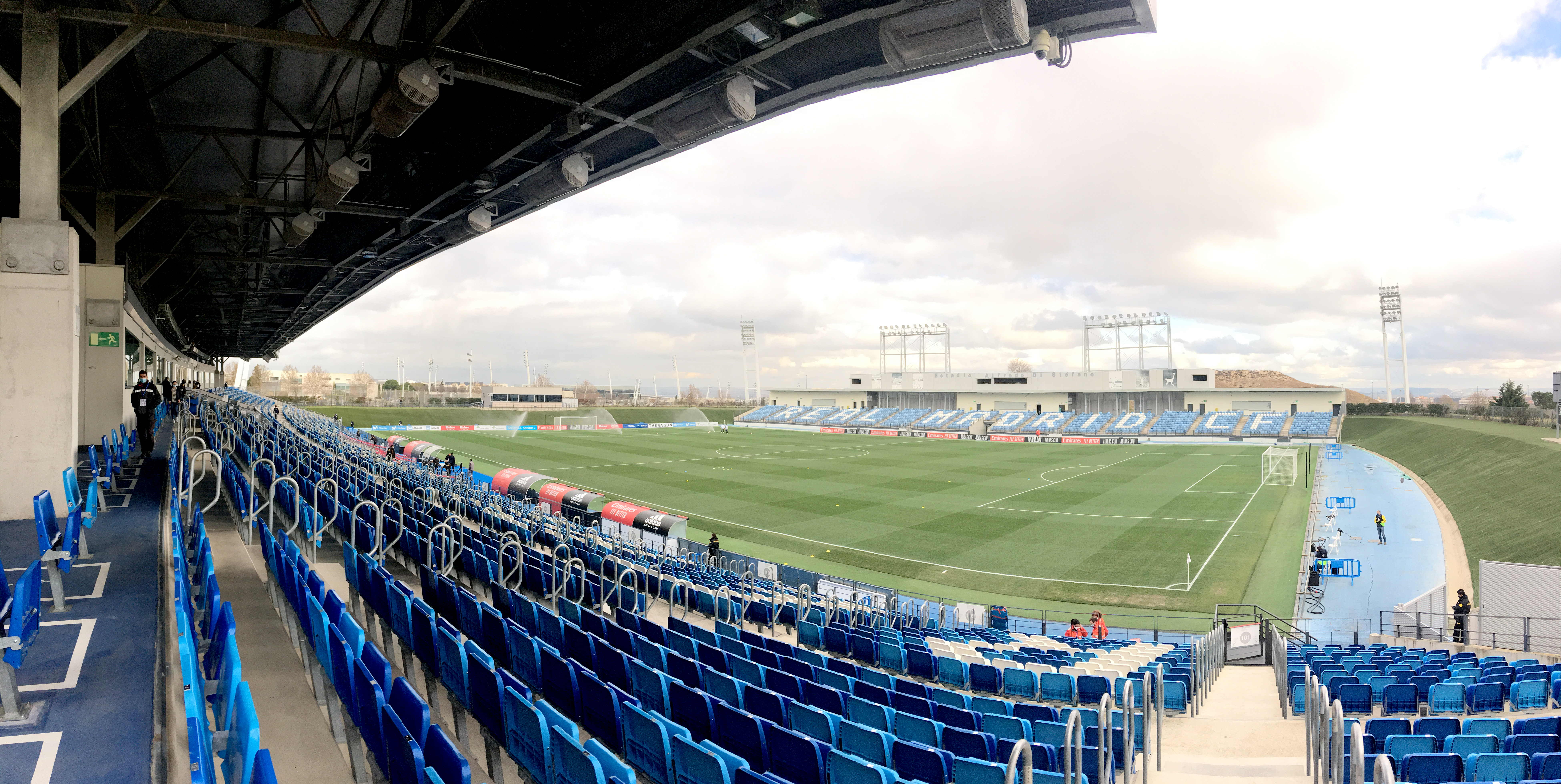
Estadio Alfredo Di Stéfano

### Santiago Bernabéu
Het thuisstadion van Real Madrid is het Estadio Santiago Bernabéu. Het stadion is ontworpen door architecten Luis Alemany Soler en Manuel Muñoz Monasterio en werd ingehuldigd op 14 december 1947 met een wedstrijd tegen CF Belenenses. Eerder speelde de club onder andere op Campo de Jorge Juan, Campo de Ciudad Lineal en Estadio Chamartín. Het Bernabéu heeft een capaciteit van 81.044 plaatsen. L35 Architects tekende voor een grootschalige renovatie van het stadion, ter waarde van 525 miljoen euro, die werd uitgevoerd in de periode 2019–2023. Het stadion is vernoemd naar voormalig clubpresident Santiago Bernabéu, die van 1943 tot 1978 aan het roer stond.

### Alfredo Di Stéfano
Op 9 mei 2006 werd het Estadio Alfredo Di Stéfano in gebruik genomen als nieuwste stadion van de club. Dit stadion heeft een capaciteit van 6.000 plaatsen en is het thuisstadion van Real Madrid Castilla en Real Madrid Femenino. Het staat op het trainingscomplex van de club, Ciudad Deportivo de Valdebebas. Tijdens de verbouwing van het Bernabéu, en omdat de club geen supporters kon ontvangen vanwege de coronapandemie, speelde ook het eerste elftal haar wedstrijden een tijdje hier. Oud-speler en -trainer Alfredo Di Stéfano is de naamgever van het voetbalstadion.

## Trainingscomplex

### Florentino Pérez
Nadat toenmalig clubpresident Florentino Pérez het oude trainingscomplex in een centraal gelegen deel van de stad had verkocht aan de stad Madrid begon de ontwikkeling van het nieuwe trainingscomplex niet ver van het vliegveld. In 2005 werd Real Madrid City in gebruik genomen door de club. De eerste steen van het complex werd in 2004 gelegd door Daniel Carvajal, die later wist door te breken in het eerste elftal.
Na de ingebruikname van het complex werd het verder ontwikkeld en uitgebreid. Zo kwamen er extra velden, een voetbalstadion, een spelershotel, een accommodatie voor jeugdspelers, een hoofdkantoor en een sporthal voor de basketbaltak.
In november 2023 werd Real Madrid City officieel vernoemd naar clubpresident Florentino Pérez, initiator van de bouw van het complex.

## Organisatie
| Functie                           | Naam                      | Sinds   |
| Bestuur                           | Bestuur                   | Bestuur |
| --------------------------------- | ------------------------- | ------- |
| President                         | Florentino Pérez          | 2009    |
| 1e Vice-President                 | Fernando Fernández Tapias |         |
| 2e Vice-President                 | Eduardo Fernández de Blas |         |
| 2e Vice-President                 | Pedro López Jiménez       |         |
| Secretaris                        | Enrique Sánchez González  |         |
| Directie                          |                           |         |
| Algemeen directeur                | José Ángel Sánchez        |         |
| Adjunct-Algemeen directeur        | María Begoña Sanz         |         |
| Directeur Communicatie            | Antonio Galeano           |         |
| Directeur Internationale Relaties | Emilio Butragueño         | 2009    |
| Directeur Juridische Zaken        | Javier López Farré        |         |
| Directeur Voetbalzaken            | Santiago Solari           | 2023    |
| Hoofd Scout                       | Juni Calafat              |         |

Laatste update: 13 augustus 2024

## Eerste elftal

### Selectie
| Nr.           | Naam                   | Sinds      | Contract   | Vorige club          |            |            |
| Doelmannen    | Doelmannen             | Doelmannen | Doelmannen | Doelmannen           | Doelmannen | Doelmannen |
| ------------- | ---------------------- | ---------- | ---------- | -------------------- | ---------- | ---------- |
| 1             | Thibaut Courtois       | 2018       | 2026       | Chelsea FC           |            |            |
| 13            | Andriy Lunin           | 2018       | 2030       | Zorya Lugansk        |            |            |
| Verdedigers   |                        |            |            |                      |            |            |
| 2             | Dani Carvajal          | 2013       | 2026       | Bayer Leverkusen     |            |            |
| 3             | Éder Militão           | 2019       | 2028       | FC Porto             |            |            |
| 4             | David Alaba            | 2021       | 2026       | Bayern München       |            |            |
| 12            | Trent Alexander-Arnold | 2025       | 2031       | Liverpool FC         |            |            |
| 17            | Raúl Asencio           | 2024       | 2026       | Real Madrid Castilla |            |            |
| 18            | Álvaro Carreras        | 2025       | 2031       | SL Benfica           |            |            |
| 20            | Fran García            | 2023       | 2027       | Rayo Vallecano       |            |            |
| 22            | Antonio Rüdiger        | 2022       | 2026       | Chelsea FC           |            |            |
| 23            | Ferland Mendy          | 2019       | 2028       | Olympique Lyon       |            |            |
| 24            | Dean Huijsen           | 2025       | 2030       | AFC Bournemouth      |            |            |
| Middenvelders |                        |            |            |                      |            |            |
| 5             | Jude Bellingham        | 2023       | 2029       | Borussia Dortmund    |            |            |
| 6             | Eduardo Camavinga      | 2021       | 2029       | Stade Rennes         |            |            |
| 8             | Federico Valverde      | 2018       | 2029       | CA Peñarol           |            |            |
| 14            | Aurélien Tchouaméni    | 2022       | 2028       | AS Monaco            |            |            |
| 15            | Arda Güler             | 2023       | 2029       | Fenerbahçe SK        |            |            |
| 19            | Dani Ceballos          | 2017       | 2027       | Real Betis           |            |            |
| 30            | Franco Mastantuono     | 2025       | 2031       | CA River Plate       |            |            |
| Aanvallers    |                        |            |            |                      |            |            |
| 7             | Vinícius Júnior        | 2018       | 2027       | CR Flamengo          |            |            |
| 9             | Endrick                | 2024       | 2030       | SE Palmeiras         |            |            |
| 10            | Kylian Mbappé          | 2024       | 2029       | Paris Saint-Germain  |            |            |
| 11            | Rodrygo                | 2019       | 2028       | Santos FC            |            |            |
| 16            | Gonzalo García         | 2023       | 2030       |                      |            |            |
| 21            | Brahim Diaz            | 2019       | 2027       | Manchester City      |            |            |

Laatste update: 14 augustus 2025

### Staf
| Functie            | Naam                 | Sinds | Contract | Vorige club      |
| ------------------ | -------------------- | ----- | -------- | ---------------- |
| Hoofdtrainer       | Xabi Alonso          | 2025  | 2028     | Bayer Leverkusen |
| Assistent-trainers | Alberto Encinas      | 2025  |          | Bayer Leverkusen |
| Assistent-trainers | Sebas Parrilla       | 2025  |          | Bayer Leverkusen |
| Keeperstrainer     | Luis Llopis          | 2021  |          | Real Sociedad    |
| Conditietrainers   | Ismael Camenforte    | 2025  |          | Bayer Leverkusen |
| Conditietrainers   | Antonio Pintus       | 2021  |          | Internazionale   |
| Hersteltrainer     | José Carlos Parrales | 2011  |          |                  |
| Videoanalist       | Beñat Labaien Soto   | 2025  |          | Real Zaragoza    |

Laatste update: 10 juni 2025

## Overige elftallen

### Real Madrid Castilla
Real Madrid Castilla is het tweede elftal van de club. Zij spelen hun thuiswedstrijden in het Estadio Alfredo Di Stéfano op het trainingscomplex van De Koninklijke. Het elftal wordt getraind door oud-Real Madrid-speler Raúl González Blanco en komt uit op het derde niveau in Spanje. Voorheen had de club ook nog een derde elftal, Real Madrid C.

### Real Madrid Femenino
Real Madrid Femenino is sinds medio 2020 het officiële vrouwenelftal van de club. Het werd in 2014 opgericht als CD Tacón.

## Overzichtslijsten

### Eindklasseringen
- 1929 2e
Primera División
- 1930 1e
Primera División
- 1931 6e
Primera División
- 1932 1e
Primera División
- 1933 1e
Primera División
- 1934 2e
Primera División
- 1935 2e
Primera División
- 1936 2e
Primera División
- 1937
- 1938
- 1939
- 1940 4e
Primera División
- 1941 6e
Primera División
- 1942 2e
Primera División
- 1943 10e
Primera División
- 1944 7e
Primera División
- 1945 2e
Primera División
- 1946 4e
Primera División
- 1947 7e
Primera División
- 1948 11e
Primera División
- 1949 3e
Primera División
- 1950 4e
Primera División
- 1951 9e
Primera División
- 1952 3e
Primera División
- 1953 3e
Primera División
- 1954 1e
Primera División
- 1955 1e
Primera División
- 1956 3e
Primera División
- 1957 1e
Primera División
- 1958 1e
Primera División
- 1959 2e
Primera División
- 1960 2e
Primera División
- 1961 1e
Primera División
- 1962 1e
Primera División
- 1963 1e
Primera División
- 1964 1e
Primera División
- 1965 1e
Primera División
- 1966 2e
Primera División
- 1967 1e
Primera División
- 1968 1e
Primera División
- 1969 1e
Primera División
- 1970 4e
Primera División
- 1971 4e
Primera División
- 1972 1e
Primera División
- 1973 4e
Primera División
- 1974 8e
Primera División
- 1975 1e
Primera División
- 1976 1e
Primera División
- 1977 9e
Primera División
- 1978 1e
Primera División
- 1979 1e
Primera División
- 1980 1e
Primera División
- 1981 2e
Primera División
- 1982 3e
Primera División
- 1983 2e
Primera División
- 1984 2e
Primera División
- 1985 5e
Primera División
- 1986 1e
Primera División
- 1987 1e
Primera División
- 1988 1e
Primera División
- 1989 1e
Primera División
- 1990 1e
Primera División
- 1991 3e
Primera División
- 1992 2e
Primera División
- 1993 2e
Primera División
- 1994 4e
Primera División
- 1995 1e
Primera División
- 1996 6e
Primera División
- 1997 1e
Primera División
- 1998 4e
Primera División
- 1999 2e
Primera División
- 2000 5e
Primera División
- 2001 1e
Primera División
- 2002 3e
Primera División
- 2003 1e
Primera División
- 2004 4e
Primera División
- 2005 2e
Primera División
- 2006 2e
Primera División
- 2007 1e
Primera División
- 2008 1e
Primera División
- 2009 2e
Primera División
- 2010 2e
Primera División
- 2011 2e
Primera División
- 2012 1e
Primera División
- 2013 2e
Primera División
- 2014 3e
Primera División
- 2015 2e
Primera División
- 2016 2e
Primera División
- 2017 1e
Primera División
- 2018 3e
Primera División
- 2019 3e
Primera División
- 2020 1e
Primera División
- 2021 2e
Primera División
- 2022 1e
Primera División
- 2023 2e
Primera División
- 2024 1e
Primera División
- 2025 2e
Primera División

- Primera División

### Resultaten per seizoen
| 1996–1997 | Kampioen | 22 | Primera División | 42 | 27 | 11 | 4  | 85–36  | 92  |        |
| 1997–1998 | 4        | 20 | Primera División | 38 | 17 | 12 | 9  | 63–45  | 63  |        |
| 1998–1999 | 2        | 20 | Primera División | 38 | 21 | 5  | 12 | 77–62  | 68  |        |
| 1999–2000 | 5        | 20 | Primera División | 38 | 16 | 14 | 8  | 58–48  | 62  | 59.316 |
| 2000–2001 | Kampioen | 20 | Primera División | 38 | 24 | 8  | 6  | 81–40  | 80  | 64.475 |
| 2001–2002 | 3        | 20 | Primera División | 38 | 19 | 9  | 10 | 69–44  | 66  | 63.645 |
| 2002–2003 | Kampioen | 20 | Primera División | 38 | 22 | 12 | 4  | 86–42  | 78  | 69.232 |
| 2003–2004 | 4        | 20 | Primera División | 38 | 21 | 7  | 10 | 72–54  | 70  | 69.203 |
| 2004–2005 | 2        | 20 | Primera División | 38 | 25 | 5  | 8  | 71–32  | 80  | 71.934 |
| 2005–2006 | 2        | 20 | Primera División | 38 | 20 | 10 | 8  | 70–40  | 70  | 71.544 |
| 2006–2007 | Kampioen | 20 | Primera División | 38 | 23 | 7  | 8  | 66–40  | 76  | 71.526 |
| 2007–2008 | Kampioen | 20 | Primera División | 38 | 27 | 4  | 7  | 84–36  | 85  | 67.560 |
| 2008–2009 | 2        | 20 | Primera División | 38 | 25 | 3  | 10 | 83–52  | 78  | 71.328 |
| 2009–2010 | 2        | 20 | Primera División | 38 | 31 | 3  | 4  | 102–35 | 96  | 74.921 |
| 2010–2011 | 2        | 20 | Primera División | 38 | 29 | 5  | 4  | 102–33 | 92  | 71.289 |
| 2011–2012 | Kampioen | 20 | Primera División | 38 | 32 | 4  | 2  | 121–32 | 100 | 74.564 |
| 2012–2013 | 2        | 20 | Primera División | 38 | 26 | 7  | 5  | 103–42 | 85  | 69.988 |
| 2013–2014 | 3        | 20 | Primera División | 38 | 27 | 6  | 5  | 104–38 | 87  | 71.558 |
| 2014–2015 | 2        | 20 | Primera División | 38 | 30 | 3  | 6  | 118–38 | 92  | 73.918 |
| 2015–2016 | 2        | 20 | Primera División | 38 | 28 | 6  | 4  | 110–34 | 90  | 71.280 |
| 2016–2017 | Kampioen | 20 | Primera División | 38 | 29 | 6  | 3  | 106–41 | 93  | 68.858 |
| 2017–2018 | 3        | 20 | Primera División | 38 | 22 | 10 | 6  | 94–44  | 76  | 65.652 |
| 2018–2019 | 3        | 20 | Primera División | 38 | 21 | 5  | 12 | 63–46  | 68  | 60.967 |
| 2019–2020 | Kampioen | 20 | Primera División | 38 | 26 | 9  | 3  | 70–25  | 87  | 45.757 |
| 2020–2021 | 2        | 20 | Primera División | 38 | 25 | 9  | 4  | 67–28  | 84  | 0      |
| 2021–2022 | Kampioen | 20 | Primera División | 38 | 26 | 8  | 4  | 80-31  | 86  | 41.228 |
| 2022–2023 | 2        | 20 | Primera División | 38 | 24 | 6  | 8  | 75-36  | 76  |        |
| 2023–2024 | Kampioen | 20 | Primera División | 38 | 29 | 8  | 1  | 87-26  | 95  |        |

### In Europa
Real Madrid speelt sinds 1955 in diverse Europese competities. Hieronder staan de competities en in welke seizoenen de club deelnam, dikgedrukt staan de edities die zijn gewonnen door Real Madrid:
- Champions League (30x)

1995/96, 1997/98, 1998/99, 1999/00, 2000/01, 2001/02, 2002/03, 2003/04, 2004/05, 2005/06, 2006/07, 2007/08, 2008/09, 2009/10, 2010/11, 2011/12, 2012/13, 2013/14, 2014/15, 2015/16, 2016/17, 2017/18, 2018/19, 2019/20, 2020/21, 2021/22, 2022/23, 2023/24, 2024/25, 2025/26
- Europacup I (26x)

1955/56, 1956/57, 1957/58, 1958/59, 1959/60, 1960/61, 1961/62, 1962/63, 1963/64, 1964/65, 1965/66, 1966/67, 1967/68, 1968/69, 1969/70, 1972/73, 1975/76, 1976/77, 1978/79, 1979/80, 1980/81, 1986/87, 1987/88, 1988/89, 1989/90, 1990/91
- Europacup II (10x)

1970/71, 1971/72, 1973/74, 1974/75, 1981/82, 1982/83, 1991/92, 1992/93, 1993/94, 1994/95
- UEFA Cup (3x)

1983/84, 1984/85, 1985/86
- UEFA Super Cup (9x)

1998, 2000, 2002, 2014, 2016, 2017, 2018, 2022, 2024
Bijzonderheden Europese competities:
| Bijzonderheid                 | Datum      | Tegenstander         | Uitslag | Plaats         | Naam              | Aantal |
| ----------------------------- | ---------- | -------------------- | ------- | -------------- | ----------------- | ------ |
| Grootste overwinning          | 25-10-1961 | Boldklubben 1913     | 9-0     | Madrid         |                   |        |
| Grootste nederlaag            | 17-03-1982 | 1. FC Kaiserslautern | 0-5     | Kaiserslautern |                   |        |
| Grootste nederlaag            | 19-04-1989 | AC Milan             | 0-5     | Milaan         |                   |        |
| Speler met meeste wedstrijden | 13-05-2015 |                      |         |                | Iker Casillas     | 157    |
| Speler met meeste doelpunten  | 11-04-2018 |                      |         |                | Cristiano Ronaldo | 107    |

UEFA Club Ranking: 1 (07-07-2025)

## Bekende (oud-)Madrilenen

### Voorzitters
- Santiago Bernabéu
- Florentino Pérez
- Lorenzo Sanz

### Spelers
- Xabi Alonso
- Álvaro Arbeloa
- Marco Asensio
- Gareth Bale
- David Beckham
- Karim Benzema
- Emilio Butragueño
- José Antonio Camacho
- Roberto Carlos
- Dani Carvajal
- Iker Casillas
- Chendo
- Thibaut Courtois
- Alfredo Di Stéfano
- Luis Enrique
- Luís Figo
- Paco Gento
- Guti
- Iván Helguera
- Fernando Hierro
- Gonzalo Higuaín
- Isco
- Toni Kroos
- Luka Modrić
- Fernando Morientes
- Mesut Özil
- Francisco Pavón
- Pepe
- Ferenc Puskás
- Sergio Ramos
- Raúl
- Rodrygo
- Ronaldo
- Cristiano Ronaldo
- Míchel Salgado
- Hugo Sánchez
- Manolo Sanchís
- Clarence Seedorf
- Federico Valverde
- Raphaël Varane
- Vinícius
- Zinédine Zidane

### Trainers
- Xabi Alonso
- Carlo Ancelotti
- Leo Beenhakker
- Rafael Benítez
- Vicente del Bosque
- Fabio Capello
- Jupp Heynckes
- Guus Hiddink
- José Mourinho
- Miguel Muñoz
- Manuel Pellegrini
- Zinédine Zidane